# 住友政友
住友政友（日语：／ Sumitomo Masatomo，1585年12月31日—1652年9月17日）是日本江户时代的商人，住友家的初代當主，住友政行之子。住友被认为是商家・住友家兴起的家祖，与开发出用灰吹法铜精炼技术的苏我理右卫门一起合作。
17世紀寛永年间在京都命名为「富士屋嘉休」，并新开了药铺・书店「富士屋」。政友的商人心得整理得到一本『文殊院旨意书』，之后成为今天「住友精神」的基石。